# Maciej Dutkiewicz
Maciej Dutkiewicz (ur. 2 października 1958 w Krynicy) – polski reżyser i scenarzysta.

## Życiorys
W 1986 ukończył studia na Wydziale Reżyserii na FAMU-u, wydziale filmowym Akademii Sztuk Scenicznych w Pradze. Trzy lata później skończył studia podyplomowe w Toronto York University na Wydziale Filmowym i Teatralnym. 

## Filmografia

### Reżyseria
- 2024: Fuks 2  - film fabularny
- 2020: Wyzwanie - film fabularny
- 2020-2021: Osaczony - serial telewizyjny
- 2018-2019: Ślad - serial telewizyjny
- 2019  ...Tak blisko... tak daleko... - film dokumentalny
- 2014: Na krawędzi 2 - serial telewizyjny
- 2012-2014: Na krawędzi - serial telewizyjny
- 2003-2005: Defekt - serial telewizyjny
- 2001: W pustyni i w puszczy (reżyserem był w zastępstwie Gavin Hood)
- 1999-2000: Czułość i kłamstwa - serial telewizyjny
- 1997: Złotopolscy - serial telewizyjny
- 1999: Fuks - film fabularny
- 1999: Randka z diabłem - teatr telewizji
- 1996: Nocne graffiti - film fabularny
- 1994: O przemyślności kobiety niewiernej. Sześć opowieści z Boccaccia wziętych - teatr telewizji
- 1983-2005: Sensacje XX wieku - widowisko telewizyjne

### Scenariusz
- 2024: Fuks 2 - film fabularny
- 2020: Wyzwanie - film fabularny
- 2012: Syberiada Polska - film fabularny
- 2003-2005: Defekt - serial telewizyjny
- 2001: W pustyni i w puszczy – film fabularny
- 1999: Randka z diabłem - teatr telewizji
- 1999: Operacja Samum - film fabularny
- 1999: Fuks - film fabularny
- 1996: Nocne graffiti - film fabularny
- 1994: O przemyślności kobiety niewiernej. Sześć opowieści z Boccaccia wziętych -teatr telewizji

## Nagrody
- 1999: Nagroda za reżyserię na Festiwalu Polskich Filmów Fabularnych (film Fuks)
- Sześć nominacji do Nagrody "Orły" dla filmu "Fuks"